# Eupithecia olympica
Eupithecia olympica là một loài bướm đêm trong họ Geometridae.